# Libitiosoma bolivianum
Libitiosoma bolivianum is een hooiwagen uit de familie Cosmetidae.